# اثر سرریز
در علم اقتصاد، اثر سرریز (به انگلیسی:spillover effect) یا سرریزشدن یک رویداد اقتصادی در یک زمینه است که به دلیل پدیده دیگری در یک زمینه به ظاهر نامرتبط رخ می‌دهد. به عنوان مثال، اثرات خارجی یک فعالیت اقتصادی، اثرات سرریز غیر پولی بر غیر مشارکت کنندگان در آن فعالیت اقتصادی است. آلودگی صوتی یا هوایی یک بزرگراه سرریزشدن اثرات منفی آن بزرگراه بر افراد زندگی کننده در نزدیکی آن بزرگراه می‌باشد یا در مثالی دیگر زیبایی باغ گل صاحب خانه تأثیر مثبتی بر همسایگان دارد.
به همین ترتیب، منافع اقتصادی افزایش تجارت، اثر سرریزشدن پیش‌بینی شده در شکل‌گیری اتحادهای چند جانبه بسیاری از دولت‌های ملی منطقه چون سارک (اتحادیه همکاری‌های منطقه‌ای جنوب آسیا) یا آسه‌آن (اتحادیه کشورهای جنوب شرق آسی) می‌باشد.
نوع دیگری از سرریزشدن توسط اطلاعات ایجاد می‌شود. به عنوان مثال، زمانی که اطلاعات بیشتر در مورد شخصی، اطلاعات بیشتری در مورد افراد مرتبط با آن شخص ایجاد می‌کند، این اطلاعات بیشتر به از بین بردن عدم تقارن و ناسازگاری در اطلاعات کمک می‌کنند و اثر سرریز مثبت رخ می‌دهد. (این موضوع به‌طور مداوم در ادبیات اقتصادی و مالی یافت شده‌است، برای مثال نگاه کنید به مورد بازارهای بانکداری محلی).
فرایند جهانی شدن تأثیر مهمی بر اثر سرریز اقتصادی در اقتصاد جهانی داشته‌است. جان استوارت میل و هنری سیجویک از اقتصاددانان قرن ۱۹م به عنوان بنیانگذاران مفاهیم اولیه مربوط به اثرات سرریز شناخته می‌شوند.
انواع مختلفی از اثرات سرریز وجود دارد که می‌تواند رخ دهد. بر اساس "Corporate Finance Institute", اثرات سرریز را می‌توان به روش‌های زیر دسته‌بندی کرد: ۱. اثر سرریز تعامل اجتماعی ۲. اثر تعادل عمومی ۳. اثر سرریز اثرات و عوامل خارجی

## سرریز فناوری
سرریز فناوری (به انگلیسی: Technological spillover) یکی از اثرات ناخواسته ولی سازنده‌ی تحقیق و توسعه است که ناشی از اشاعه‌ی دانش به آن سوی مرزهای سازمانی یا منطقه‌ای می‌باشد.
سرریز فناوری، زمانی رخ می‌دهد که مزایای حاصل از فعالیت‌های تحقیقاتی یک شرکت (یا کشور یا نهاد) به شرکت‌های دیگر (یا کشورها یا نهادهای دیگر) سرریز می‌شود. بنابراین سرریزها اثر جنبی سودمند فعالیت‌های تحقیق و توسعه هستند. شواهد می‌گویند که سرریزهای فناوری، تأثیر بسزایی بر فعالیت‌ نوآورانه دارند. برای نمونه، در یک رشته پژوهش‌های انجام شده در دهه‌های 1980 و 1990، آدام جاف و همکارانش دریافتند که فعالیت‌های شرکت در زمینه ثبت اختراع و سود به دست آمده، تحت تأثیر هزینه‌کرد دیگر شرکت‌ها و دانشگاه‌ها در راه تحقیق و توسعه در منطقه جغرافیایی آن می‌باشد.
سرریزهای موفق فناوری به توانایی جذب شرکت‌های دریافت‌کننده و همچنین شکاف تکنولوژیکی بین شرکت‌های ارسال‌کننده و شرکت‌های دریافت‌کننده بستگی دارد. سرریز فناوری همچنین یک فرآیند اجتماعی است که در صورت وقوع توسط بافت جغرافیایی و همچنین فرهنگی تعدیل می‌شود. هم نزدیکی جغرافیایی و هم نزدیکی فرهنگی نقش مهمی در چنین فرآیندی ایفا می‌کند. سرریز فناوری در نهایت یک تجربه یادگیری برای هر دو طرف است.

### نمونه‌ای از سرریز فناوری
مورد داروهای پیشگام (به انگلیسی: First-in-class) و داروهای پیرو (به انگلیسی: follow-up drugs) در صنعت داروسازی را در نظر بگیرید. 
یک داروی پیشگام از نظر فناوری بی‌سابقه است و تلاش می‌کند اولین در نوع خود باشد. به عنوان مثال، لوواستاتین  یک داروی پیشگام در میان استاتین‌ها است، دسته‌ای از داروهای کاهش‌دهنده‌ی چربی که باعث کاهش کلسترول و کاهش میزان مرگ‌ومیر مرتبط با بیماری‌های قلبی‌-عروقی می‌شود. سرریز فناوری به شرکت‌ها اجازه می‌دهد تا فناوری مرتبط با استاتین‌ها را اتخاذ کنند، بنابراین این شرکت‌ها ممکن است داروهای پیرو مانند آتورواستاتین (Warner-Lambert’s Lipitor یک استاتین نسل پنجم، که بعداً توسط فایزر خریداری شد) تولید کنند. لیپیتور (نام تجاری آتروواستاتین)در نهایت نزدیک به دو برابر حداکثر فروش سالانه‌ی سایر داروهای هم‌رده خود را به دست آورد و فروش سالانه آن به 13 میلیارد دلار رسید. 
در حالی که اختراع فناوری استاتین منحصر به فرد است، سرریز فناوری به فایزر این امکان را داد تا پیشرفت‌های فناوری را با توجه به توسعه استاتین درک کند و در نتیجه از فناوری استاتین برای توسعه محصولاتی استفاده کند که نیازهای بهداشت عمومی و دولتی را برآورده کند. علاوه بر این، پذیرش گسترده فناوری استاتین‌ها در طول رونق بیوتکنولوژی، ریسک مرتبط با فناوری استاتین‌ها را از منحصر به فرد به سیستماتیک تغییر داد.